# ام‌الزیتون
ام‌الزیتون (به عربی: أم الزیتون) یک روستا در سوریه است که در استان سویدا واقع شده‌است. ام‌الزیتون ۱٬۹۱۳ نفر جمعیت دارد.